# Vezina parasitaria
Vezina parasitaria är en fjärilsart som beskrevs av Heinrich 1956. Vezina parasitaria ingår i släktet Vezina och familjen mott. Inga underarter finns listade i Catalogue of Life.